# Кэннон, Джим (кёрлингист)
Джим Кэ́ннон (англ. Jim Cannon; род. 1959) — шотландский кёрлингист.

## Достижения
- Чемпионат Европы по кёрлингу: золото (1989).
- Чемпионат Шотландии по кёрлингу среди юниоров: золото (1981).

## Команды
| Сезон | Четвёртый       | Третий       | Второй           | Первый      | Запасной | Турниры             |
| ----- | --------------- | ------------ | ---------------- | ----------- | -------- | ------------------- |
| 1981  | Питер Уилсон    | Джим Кэннон  | Роджер Макинтайр | John Parker |          | ЧШЮ 1981 · ЧМЮ 1981 |
| 1989  | Хэмми Макмиллан | Норман Браун | Хью Эйткен       | Джим Кэннон |          | ЧЕ 1989             |

(скипы выделены полужирным шрифтом)

## Частная жизнь
Женат, жена — Кристин Кэннон, тоже кёрлингистка, серебряный и бронзовый призёр чемпионатов мира, пятикратная чемпионка Шотландии среди женщин.